# 三井誠 (ミュージシャン)
三井 誠（みつい まこと、1950年10月6日 - ）は、熊本県出身の作曲家・編曲家。クラフトのメンバーを経て、作曲家として活動する。妻は女優・作家の高橋洋子。

## 主な作曲・編曲楽曲

### 作曲・編曲
- 石原慎一「舞い翔べカルラ！」「UNKNOWN HERO」
- 佐々木望「BRAND NEW HEART」

### 作曲
- 石毛礼子「サウザンド・ティアーズ」
- 稲垣潤一「クリスマスキャロルの頃には」「キスなら後にして」「大人の夏景色」
- 稲垣潤一&辛島美登里「思い出す度 愛おしくなる」
- 大塚純子「夢のかけら」
- 鹿賀丈史「Ja-nay」
- 葛山信吾「君に会いたい夜と朝」
- KaNNa「世界中のうわさになりたい」「誰かがいてくれる」「太陽は知ってる未来のEyes」
- クラフト「友あり遠方ゆえ来たらず」「言問橋」
- 近藤真彦「無頼派」
- 篠原利佳「ずっと抱きしめたい」
- 大門正明「息子へ」
- 髙嶋政宏「偶然」
- 髙橋真梨子「Sincerely」「不思議な鳥」
- 西野妙子「Cool & Mint Summer」
- 古川登志夫「オフ・ゾーン」「CROSSER」「涙のプレミアショー」
- 本田恭章「Mr.モーツァルト」「ベニスの森」「ラスト・トラブル」「Innocent」
- 三波春夫「母なる星・地球のつぶやき」
- MOON DOGS「いかれたウィーク・エンド」
- 諸岡ケンジ「ただひとつの嘘」
- 由紀さおり「夢もうすこし」
- Leclipse「CRY OF LOVE」
- 金子マリ「Walkin’ on my rhythm」
- 手嶌葵 「恋するしっぽ」
- Giovanca 「All Colourful」
- 相沢友子 「チェリーレッド」
- M.F.Q 「Together to Tomorrow」
- Ikuko 「コーヒーをいれたから」

### 編曲
- 中西保志「愛しかないよ」
- 森進一 「ウィスキー色の街で」2000年CDシングル 詞:岡本おさみ .曲:細野晴臣
- 本田美奈子 「Shining Eyes」1996年CDシングル 詞: 有森聡美 曲: 本田美奈子
- 五輪真弓 「愛の約束」2000年CDシングル 作詞/作曲: 五輪真弓

## CM・イメージソング等
- 熊本県民テレビ・イメージソング『きょう熱くライブ』（歌：三井誠、作詞：望田市郎、作曲：坂田晃一）
- NTT171災害用伝言サービス （作曲. 歌唱:三井誠）
- 「余分だけど、ラブ」 〜DAKARA宴会篇CMソング〜（作曲）
- ライオン「チャーミーグリーン」CMソング（作曲）